# عمورية (نابلس)
عمورية  قرية فلسطينية وسط الضفة الغربية في محافظة نابلس، يبلغ عدد سكانها حوالي 371 نسمة حسب التعداد العام للسكان عام 2017. وهي من القرى التي وقعت تحت الاحتلال الإسرائيلي نتيجة لحرب 1967.

## الجغرافيا
تقع وسط فلسطين شمال الضفة الغربية، إلى الجنوب من مركز محافظة نابلس بقرابة 24 كم منها. يحيط بها من الشرق قرية اللبن الشرقية، ومن الشمال قرية اسكاكا، ومن الجنوب والجنوب الغربي قرى عبوين وعارورة ومزارع النوباني، أما من الغرب والشمال الغربي فيحدها مدينة سلفيت.

## التاريخ
عُثر على قطع أثرية تعود إلى العصور الحديدي الثاني، الهلنستية، الرومانية، الصليبية/الأيوبية، والمملوكية.

### العهد العثماني
تبعت عمورية إلى الإمبراطورية العثمانية في عام 1517 مع كل فلسطين، وكانت تتبع ولاية شرق بيروت في الشام. في عام 1596 ظهر لأول مرة اسم عمورية في سجلات الضرائب العثمانية، حيث دفعوا معدل ثابت للضريبة بنسبة 33,3٪ على المنتجات الزراعية المختلفة، مثل القمح، والشعير، والمحاصيل الصيفية، والزيتون، والماعز، وخلايا النحل. أشار إدوارد روبنسون في عام 1838 إلى أنها «قرية صغيرة في منطقة جورة مردة». عام 1882، أجرى صندوق استكشاف فلسطين الغربية مسحاً ووصفها بأنها «قرية صغيرة على أرض مرتفعة».

### الانتداب البريطاني
في عام 1917، وقعت عمورية بيد الجيش البريطاني، ودخلت البلدة مع باقي فلسطين مظلة الانتداب البريطاني على فلسطين عام 1920، وأصبحت عمورية تتبع قضاء نابلس في تلك الفترة حتى وقوع النكبة.
أجرت سلطات الانتداب البريطاني تعدادا عاما للسكان عام 1922، وقد بلغ عدد السكان حوالي 69 نسمة جميعهم مسلمين، ثم تزايد العدد حتى وصل إلى 85 نسمة جميعهم مسلمين في تعداد عام 1931. أما في تعداد عام 1945، فتناقص عدد سكان عمورية إلى حوالي 120 نسمة جميعهم مسلمين.

### الحكم الأردني
في أوائل خمسينيات القرن العشرين أتبعت عمورية للحكم الأردني بين حربي 1948 و1967، وكان عدد سكانها آنذاك حوالي 157 نسمة عام 1961، وكانت تتبع إدارياً إلى ناحية الجماعينيات في قضاء نابلس.

### النكسة
وقعت عمورية تحت الاحتلال الإسرائيلي بعد حرب النكسة عام 1967.

### السلطة الفلسطينية
بعد تأسيس السلطة الفلسطينية عام 1994 نتيجة لاتفاقيات السلام بين منظمة التحرير الفلسطينية وإسرائيل عام 1993. صارت تتبع إداريًا لمحافظة نابلس.

## البنية التحتية

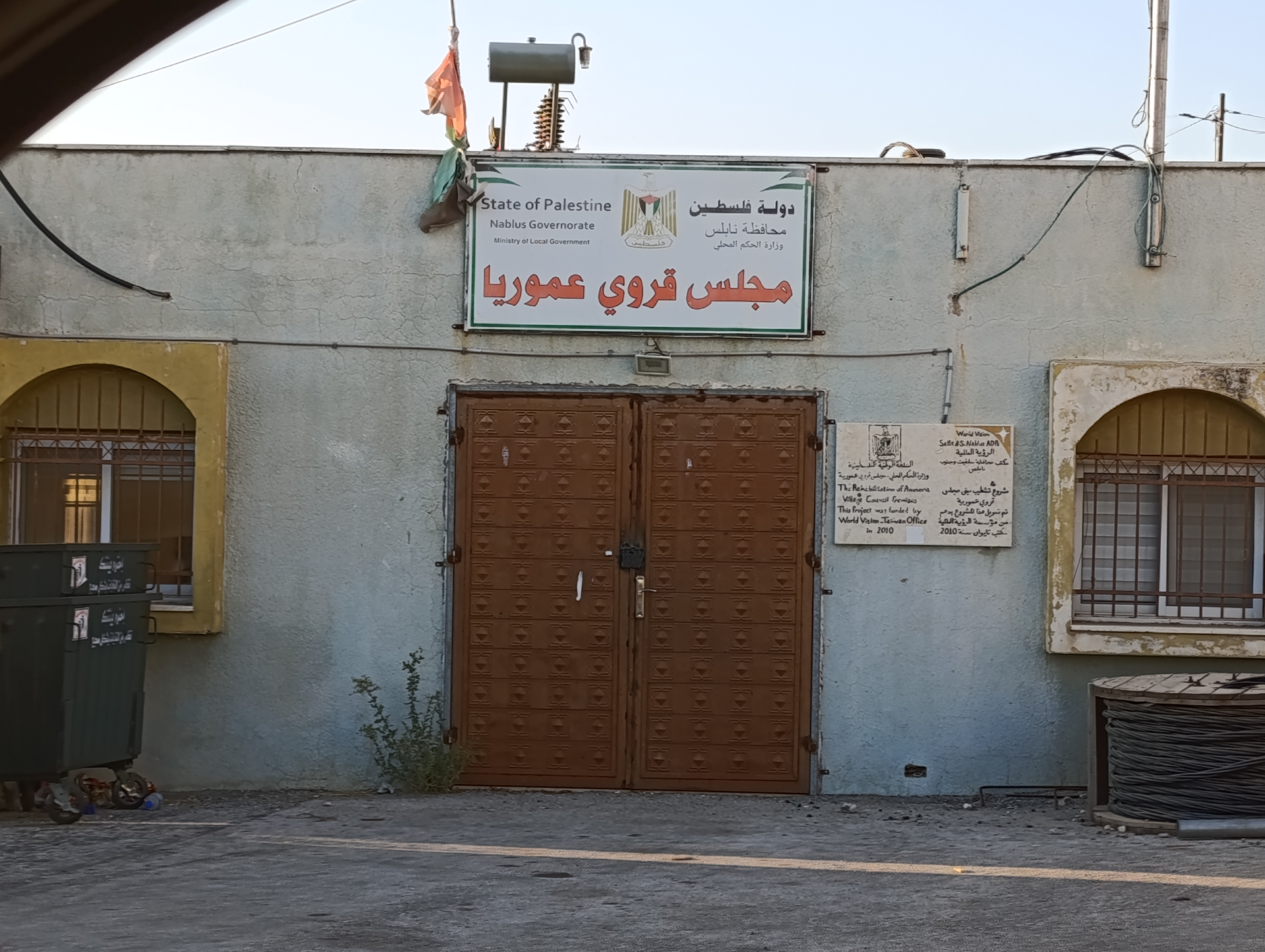
مبنى مجلس قروي عمورية عام 2024

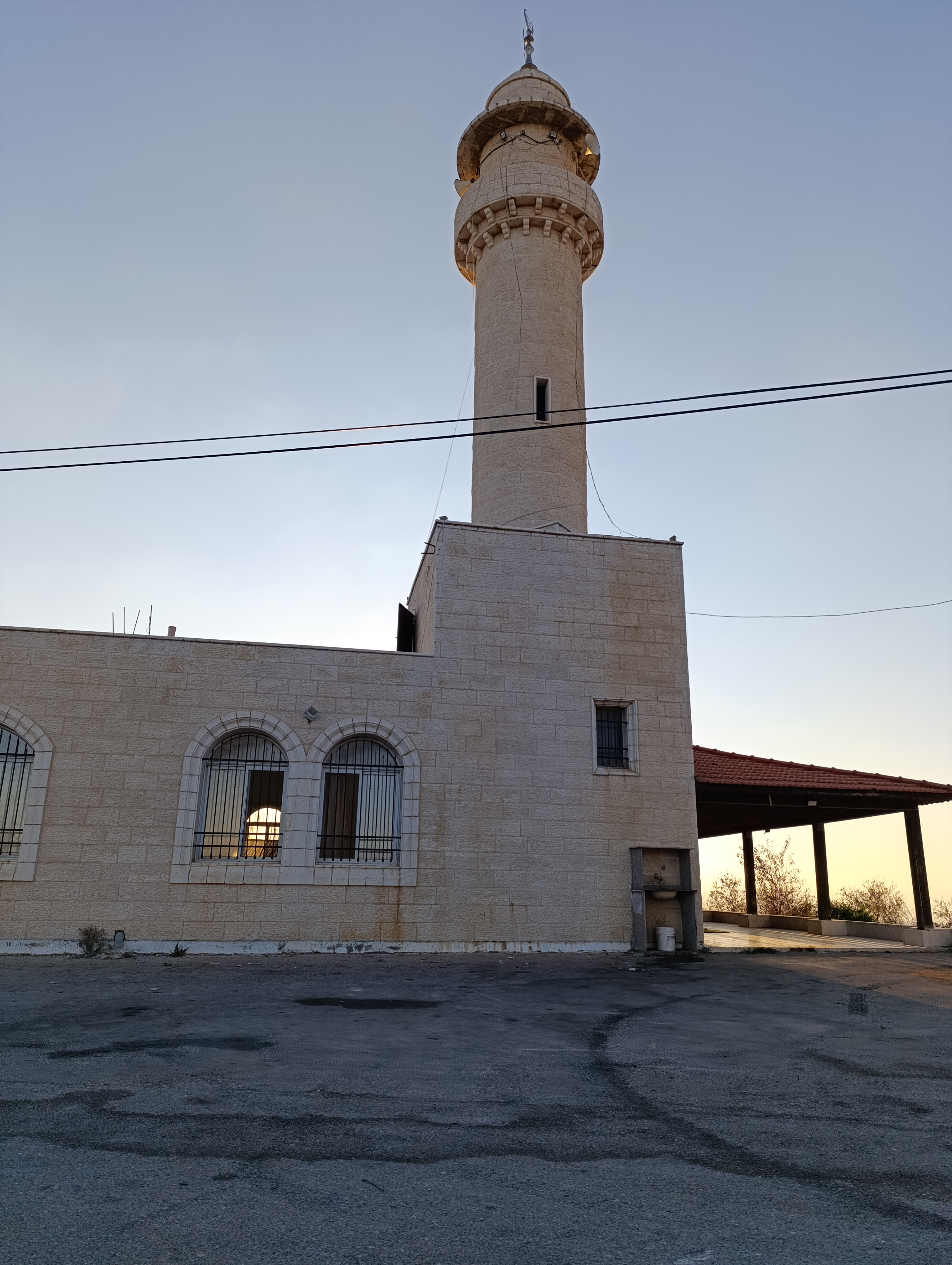
مئذنة مسجد الفاتح وسط القرية عام 2024

يُدير القرية مجلس قروي مكون من 9 أعضاء، وفيها مدرسة أساسية مختلطة ومسجدان. يُعد جبل طاروجة في القرية والذي يضم مقامًا إسلاميًا موقعًا سياحيًا ومشرفًا على طريق نابلس – القدس.

### الزراعة
تعد الزراعة القطاع الاقتصادي الرئيسي في البلدة، تنتج البلدة محاصيل الزيتون، والتين، واللوز، والعدس، والقمح وبعض الخضراوات. لكن التوسع العمراني للبلدة والتوسع في البنية التحتية وفتح الشوارع قلص المساحات المزروعة من الأراضي الزراعية.

## وصلات خارجية
- صفحة قرية عمورية في موقع فلسطين في الذاكرة.
- صورة جوية للقرية.